# 「愛してる」を云わせたい
「愛してる」を云わせたい（あいしてるをいわせたい）はSO-FIの2枚目のシングル。

## 解説
岩切玲子在籍最後のシングルで最大のヒット作となった本作はフィリップ モリス「スーパーライト」CMソング。
カップリングを含めアルバムには未収録だったが、表題曲のプロモーションビデオは後に、『LEGEND of 90's J-ROCK「LIVE BEST & CLIPS」』に収録されている。

## 収録曲
1. 「愛してる」を云わせたい
作詞：小田佳奈子　作曲・編曲：大島こうすけ
2. ハートがKNOCK-OUT!
作詞：佐々木美和　作曲・編曲：大島こうすけ
3. 「愛してる」を云わせたい（カラオケ）